# Мегаколон
Мегаколон — порок развития, характеризующийся увеличением толстой кишки. Этиологическим фактором аномалии является врожденная незрелость иннервационного аппарата толстой кишки. Течение заболевания характеризуется запорами с первых лет, а иногда даже и месяцев жизни (болезнь Гиршпрунга). Приобретённая форма мегаколона у взрослых обусловлена наличием механического препятствия (опухоль или рубцовое сужение).

## Виды мегаколона
На сегодняшний день всего выделено 7 разновидностей мегаколона:
- болезнь Гиршпрунга (аганглионарный мегаколон) представляет собой врожденное недоразвитие отдельных участков нервного аппарата толстой кишки;
- обструктивный мегаколон характеризуется тем, что обусловлен механическими препятствиями;
- инфекционный мегаколон обусловлен бактериальным заражением;
- эндокринный мегаколон развивается при некоторых эндокринных заболеваниях;
- токсический мегаколон формируется как следствие приема некоторых препаратов и влияния вирусных агентов;
- нейрогенный мегаколон развивается при органических заболеваниях ЦНС;
- идиопатический мегаколон — диагноз, который ставится при отсутствии определенного этиопатогенного фактора.

## Клиническая картина
Главными признаком мегаколона являются запор, метеоризм и боли в животе. Продолжительность симптомов может сильно варьировать, так, запоры могут быть от 2—3 дней до нескольких месяцев. Также характерным симптомом порока развития является визуальное увеличение живота. При подозрениях на мегаколон проводят ирригоскопию, которая способствует выявлению значительного расширения отдельных участков или всей толстой кишки. Обязательной процедурой при оказании медицинской помощи больным мегаколоном является аноректальная манометрия.

## Лечение
Основой лечения мегаколон является диетическое питание с повышенным количеством пищевых волокон, пшеничные отруби, бактериальные препараты, способствующие нормализации микрофлоры толстой кишки, слабительные препараты, применение модуляторов моторики кишечника, физиотерапия, санаторно-курортное лечение.
В ранних стадиях возможна попытка консервативного лечения (очистительные клизмы, диетотерапия, слабительные средства). При выраженной клинической картине лечение хирургическое как у детей, так и у взрослых, причем при аганглиозе (болезнь Гиршпрунга) необходимо удаление всей зоны аганглиоза или гипоганглиоза. Нередко требуется субтотальная резекция толстой кишки. Прогноз зависит от формы и причины мегаколон, правильности метода и объема операции.